# Erovnuli Liga 2024
Die Erovnuli Liga 2024 war die 36. Spielzeit der höchsten georgischen Spielklasse im Männerfußball. Sie begann am 1. März 2024 und endete am 8. Dezember 2024.
Titelverteidiger war der FC Dinamo Batumi, während der FC Kolcheti 1913 Poti nach fünf Jahren in der Zweitklassigkeit als einziges Team aufgestiegen war.

## Modus
Die zehn Mannschaften spielten an 36 Spieltagen viermal gegeneinander, zweimal zu Hause, zweimal auswärts. Der Meister darf in der Qualifikation für die Champions League 2025/26 antreten, während der Zweite, Dritte sowie der Pokalsieger in der Conference-League-Qualifikation 2026 antreten. Der Letzte stieg direkt ab, der Achte und Neunte spielen in die Relegation gegen die Zweit- und Drittplatzierten der zweiten Liga um den Klassenerhalt.

## Vereine
| Verein                | Stadt     | Stadion                        | Kapazität |
| --------------------- | --------- | ------------------------------ | --------- |
| FC Dinamo Tiflis      | Tiflis    | Boris-Paitschadse-Dinamo-Arena | 55.000    |
| FC Iberia 1999 Tiflis | Tiflis    | Micheil-Meschi-Stadion         | 27.223    |
| FC Dinamo Batumi      | Batumi    | Batumi-Stadion                 | 20.035    |
| FC Torpedo Kutaissi   | Kutaissi  | Ramas-Schengelia-Stadion       | 19.400    |
| FC Samgurali Zqaltubo | Zqaltubo  | 26. Mai-Stadion                | 12.000    |
| FC Telawi             | Telawi    | Municipal-Stadion              | 12.000    |
| FC Dila Gori          | Gori      | Tengis-Burdschanadse-Stadion   | 08.230    |
| FC Kolcheti 1913 Poti | Poti      | Fazisi-Stadion                 | 07.500    |
| FC Samtredia          | Samtredia | Erossi-Mandschgaladse-Stadion  | 05.000    |
| FC Gagra Tiflis       | Tiflis    | Dawid-Petriaschwili-Stadion    | 02.130    |

## Abschlusstabelle
| Pl. | Verein                    | Sp. | S  | U  | N  | Tore    | Diff. | Punkte |
| --- | ------------------------- | --- | -- | -- | -- | ------- | ----- | ------ |
| 1.  | FC Iberia 1999 Tiflis (P) | 36  | 23 | 6  | 7  | 074:460 | +28   | 75     |
| 2.  | FC Dila Gori              | 36  | 19 | 11 | 6  | 058:300 | +28   | 68     |
| 3.  | FC Torpedo Kutaissi       | 36  | 21 | 7  | 8  | 058:400 | +18   | 70     |
| 4.  | FC Dinamo Batumi (M)      | 36  | 15 | 10 | 11 | 042:410 | +1    | 55     |
| 5.  | FC Samgurali Zqaltubo     | 36  | 11 | 11 | 14 | 051:490 | +2    | 44     |
| 6.  | FC Kolcheti 1913 Poti (N) | 36  | 9  | 14 | 13 | 048:580 | −10   | 41     |
| 7.  | FC Dinamo Tiflis          | 36  | 9  | 12 | 15 | 033:440 | −11   | 39     |
| 8.  | FC Gagra Tiflis           | 36  | 11 | 5  | 20 | 036:530 | −17   | 38     |
| 9.  | FC Telawi                 | 36  | 8  | 10 | 18 | 032:430 | −11   | 34     |
| 10. | FC Samtredia              | 36  | 5  | 12 | 19 | 033:610 | −28   | 27     |

Platzierungskriterien: 1. Punkte – 2. Direkter Vergleich (Punkte, Tordifferenz, geschossene Tore) – 3. Tordifferenz – 4. geschossene Tore

| (M) | amtierender Meister     |
| (P) | amtierender Pokalsieger |
| (N) | Neuaufsteiger           |

## Kreuztabelle
| Hinrunde (Runden 1–18) | Hinrunde (Runden 1–18) | Hinrunde (Runden 1–18) | Hinrunde (Runden 1–18) | Hinrunde (Runden 1–18) | Hinrunde (Runden 1–18) | Hinrunde (Runden 1–18) | Hinrunde (Runden 1–18) | Hinrunde (Runden 1–18) | Hinrunde (Runden 1–18) | 2024                  | Rückrunde (Runden 19–36) | Rückrunde (Runden 19–36) | Rückrunde (Runden 19–36) | Rückrunde (Runden 19–36) | Rückrunde (Runden 19–36) | Rückrunde (Runden 19–36) | Rückrunde (Runden 19–36) | Rückrunde (Runden 19–36) | Rückrunde (Runden 19–36) | Rückrunde (Runden 19–36) |
| ---------------------- | ---------------------- | ---------------------- | ---------------------- | ---------------------- | ---------------------- | ---------------------- | ---------------------- | ---------------------- | ---------------------- | --------------------- | ------------------------ | ------------------------ | ------------------------ | ------------------------ | ------------------------ | ------------------------ | ------------------------ | ------------------------ | ------------------------ | ------------------------ |
| FC Dila Gori           | Dinamo Batumi          | FC Dinamo Tiflis       | FC Gagra Tiflis        | FC Iberia 1999 Tiflis  | FC Kolcheti 1913 Poti  | FC Samgurali Zqaltubo  | SAM                    | FC Telawi              | KUT                    | Verein                | FC Dila Gori             | Dinamo Batumi            | Dinamo Batumi            | FC Gagra Tiflis          | FC Iberia 1999 Tiflis    | FC Kolcheti 1913 Poti    | FC Samgurali Zqaltubo    | SAM                      | FC Telawi                | KUT                      |
|                        | 0:0                    | 2:1                    | 2:0                    | 3:1                    | 1:1                    | 1:1                    | 3:0                    | 1:0                    | 1:1                    | FC Dila Gori          |                          | 1:2                      | 1:0                      | 0:0                      | 1:3                      | 1:2                      | 2:1                      | 3:2                      | 1:1                      | 1:1                      |
| 0:2                    |                        | 2:0                    | 0:1                    | 2:3                    | 1:0                    | 1:0                    | 3:1                    | 1:1                    | 3:2                    | FC Dinamo Batumi      | 0:2                      |                          | 1:1                      | 3:2                      | 0:1                      | 0:0                      | 0:0                      | 1:2                      | 1:0                      | 1:1                      |
| 2:2                    | 1:2                    |                        | 2:0                    | 1:0                    | 0:0                    | 2:0                    | 1:1                    | 0:0                    | 1:0                    | FC Dinamo Tiflis      | 1:1                      | 1:2                      |                          | 0:1                      | 0:2                      | 3:2                      | 0:1                      | 1:1                      | 5:1                      | 1:2                      |
| 0:1                    | 1:3                    | 0:2                    |                        | 4:0                    | 2:0                    | 0:0                    | 2:1                    | 2:0                    | 0:1                    | FC Gagra Tiflis       | 0:5                      | 1:1                      | 0:0                      |                          | 1:2                      | 3:1                      | 1:3                      | 2:1                      | 2:0                      | 0:3                      |
| 1:4                    | 3:0                    | 1:0                    | 3:1                    |                        | 0:2                    | 1:2                    | 2:2                    | 1:0                    | 3:3                    | FC Iberia 1999 Tiflis | 1:1                      | 3:0                      | 3:0                      | 1:1                      |                          | 1:1                      | 1:1                      | 3:1                      | 1:1                      | 3:0                      |
| 1:3                    | 2:2                    | 2:2                    | 2:1                    | 1:2                    |                        | 3:3                    | 2:0                    | 3:1                    | 2:5                    | FC Kolcheti 1913 Poti | 2:2                      | 0:1                      | 3:0                      | 2:1                      | 2:6                      |                          | 1:1                      | 0:0                      | 0:0                      | 3:1                      |
| 0:1                    | 0:1                    | 3:1                    | 2:0                    | 2:3                    | 1:1                    |                        | 4:0                    | 2:1                    | 1:3                    | FC Samgurali Zqaltubo | 0:1                      | 3:3                      | 1:2                      | 4:2                      | 3:4                      | 3:0                      |                          | 1:0                      | 2:2                      | 2:1                      |
| 0:0                    | 2:2                    | 0:0                    | 1:3                    | 0:3                    | 1:1                    | 2:0                    |                        | 1:2                    | 0:0                    | FC Samtredia          | 0:1                      | 0:1                      | 1:1                      | 2:0                      | 0:1                      | 1:3                      | 2:2                      |                          | 2:1                      | 2:1                      |
| 0:1                    | 0:1                    | 4:0                    | 1:0                    | 0:3                    | 1:1                    | 2:1                    | 0:0                    |                        | 0:0                    | FC Telawi             | 1:0                      | 2:1                      | 0:1                      | 0:1                      | 1:2                      | 3:0                      | 0:0                      | 5:2                      |                          | 1:2                      |
| 1:0                    | 1:0                    | 0:0                    | 2:1                    | 2:3                    | 3:2                    | 3:1                    | 4:1                    | 1:0                    |                        | FC Torpedo Kutaissi   | 1:5                      | 1:0                      | 2:0                      | 2:0                      | 2:1                      | 2:0                      | 1:0                      | 2:1                      | 1:0                      |                          |

## Relegation
Die Spiele fanden am 12. und 16. Dezember 2024 statt.
|                   | Gesamt          |                 | Hinspiel | Rückspiel |
| ----------------- | --------------- | --------------- | -------- | --------- |
| FC Sioni Bolnissi | 3:3 (6:7 i. E.) | FC Gagra Tiflis | 1:1      | 2:2 n. V. |
| FC Telawi         | 3:2             | FC Rustawi      | 2:1      | 1:1 n. V. |

Alle vier Vereine blieben in ihren jeweiligen Ligen.